# 小澤忠彦
小澤 忠彦（おざわ ただひこ、1941年10月1日 - ）は、日本の実業家。新潟県出身。カヤバ株式会社元代表取締役会長・代表取締役社長。一般社団法人日本フルードパワー工業会元会長。

## 人物・経歴
新潟県出身。1966年、上智大学理工学部機械工学科卒業。1970年、カナダ・オンタリオ州立ウォータールー大学機械工学部（修士課程）卒業。1971年、萱場工業株式会社（現・カヤバ株式会社）入社。1995年、同社装置事業部長兼同事業部三重工場長。1997年、同社取締役装置事業部長兼同事業部三重工場長。1999年、同社常務取締役。2001年、同社専務取締役。2002年、同社代表取締役社長。2006年、同社代表取締役会長。2008年、一般社団法人日本フルードパワー工業会会長。